# William Holman Hunt

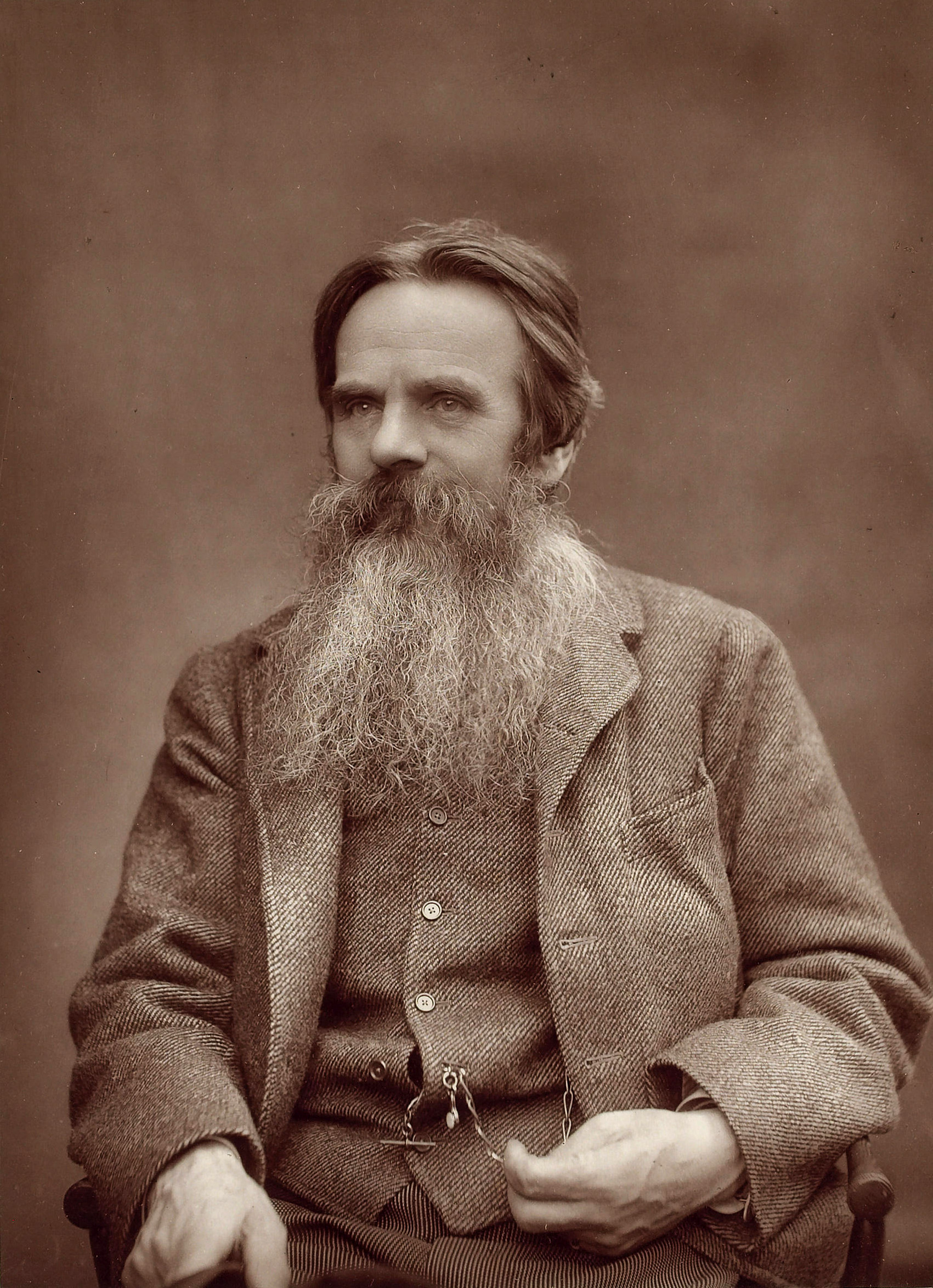
William Holman Hunt, um 1885; Fotografie (Woodburytypie) von Herbert Rose Barraud

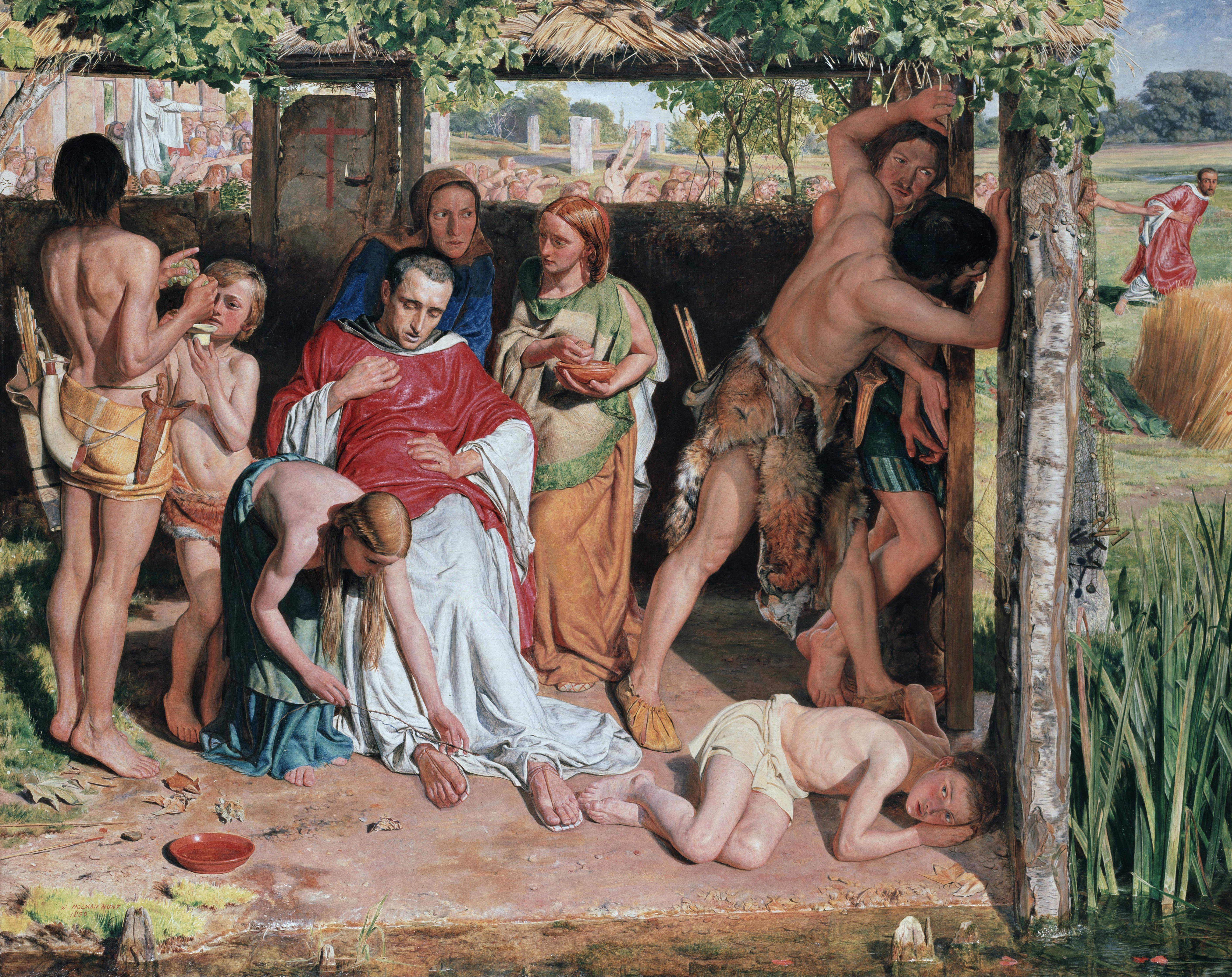
Eine bekehrte Britenfamilie verbirgt einen Missionar vor der Verfolgung durch die Druiden, 1850

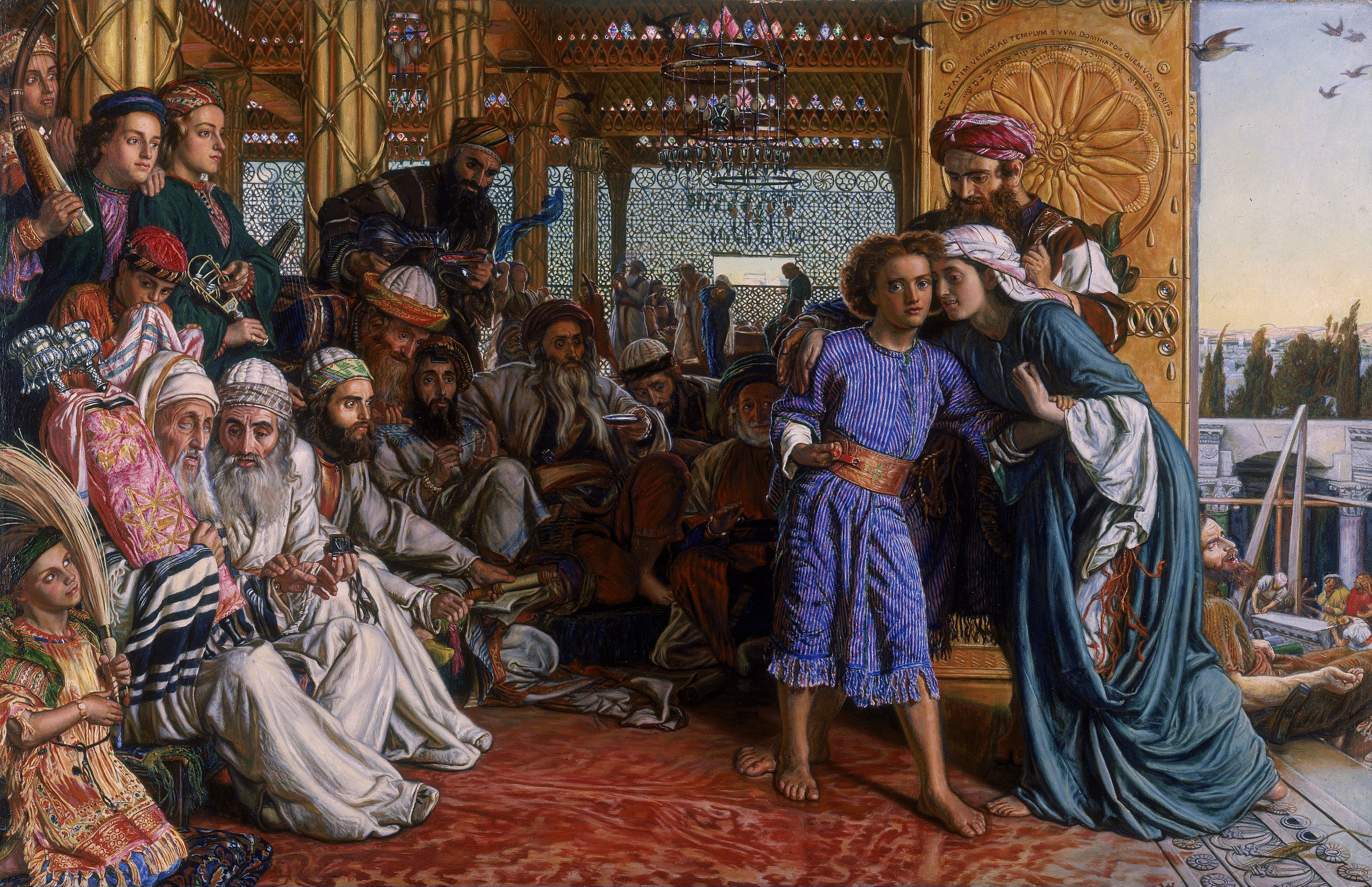
Die Auffindung Jesu im Tempel, 1860

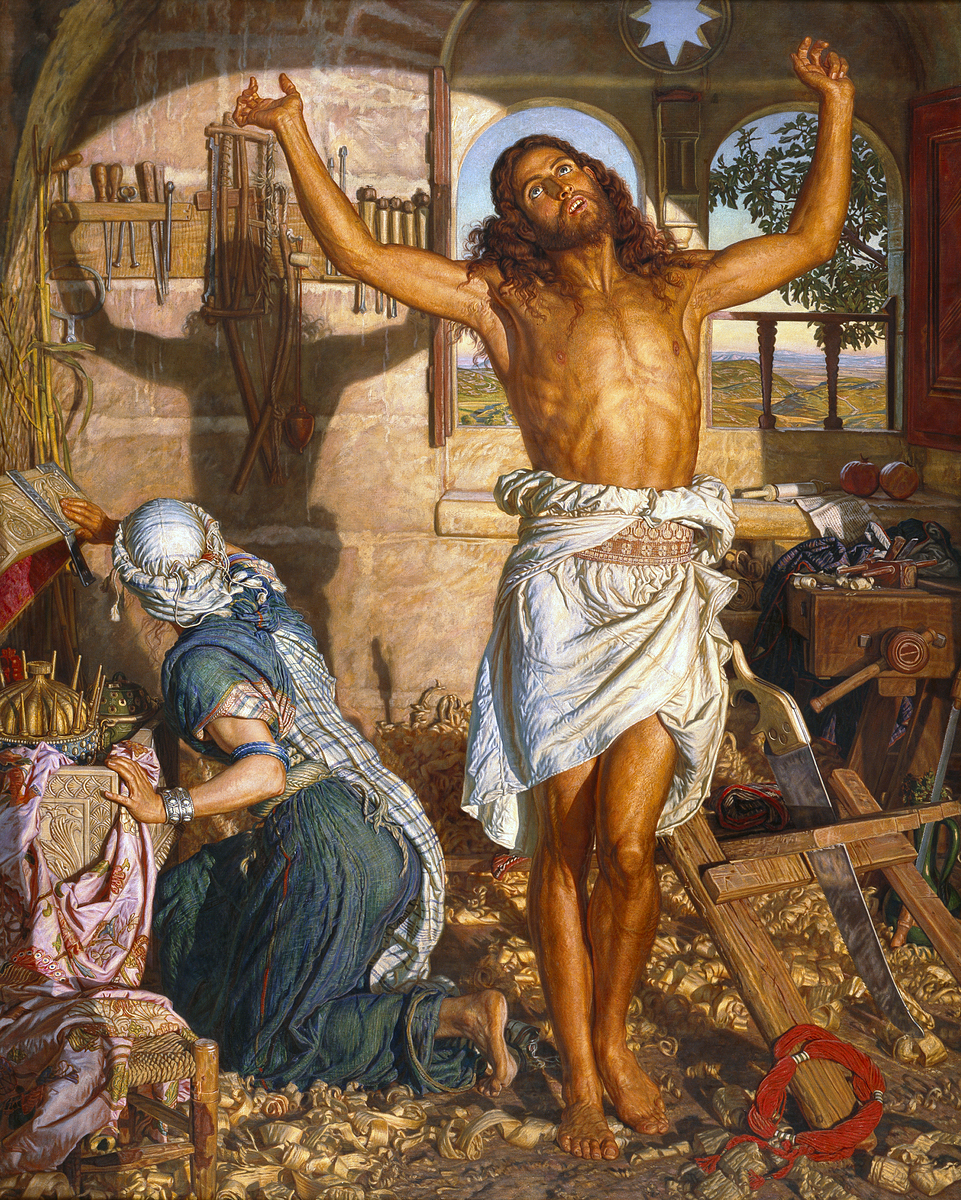
Der Schatten des Todes, 1870

William Holman Hunt (* 2. April 1827 in London; † 7. September 1910 ebenda) war ein britischer Maler und einer der Gründer der Gruppe der Präraffaeliten.

## Leben und Werk
William Holman Hunt war der Sohn eines Warenhausbetreibers und begann zunächst eine Ausbildung als kaufmännischer Angestellter. Er nahm Zeichenstunden und fertigte Musterentwürfe an. Zwischen 1834 und 1844 betätigte er sich als Kopist im British Museum und in der National Gallery. 1843 bewarb er sich bei den Royal Academy Schools in London und wurde bei seinem dritten Anlauf im Jahr 1845 zugelassen. 1848 war Hunt einer der Mitbegründer der präraffaelitischen Bruderschaft. Er bewunderte John Ruskins mehrbändiges Werk Modern Painters von 1843 und die Gedichte von John Keats. Mit John Everett Millais schloss er Freundschaft.
Im selben Jahr 1848 stellte er in der Royal Academy sein Werk St. Agnesabend aus, das von Ruskin bewundert wurde und als erstes präraffaelitisches Gemälde gilt. Als gläubiger Anglikaner unterstrich Hunt den moralischen Ernst dieser Bewegung. Das Werk Eine bekehrte Britenfamilie verbirgt einen Missionar vor der Verfolgung durch die Druiden erfuhr 1850 wegen seiner kompromisslosen Naturtreue scharfe Kritik. Ein weiteres Gemälde mit dem Titel Zwei Herren aus Verona fand 1851 ebenfalls keine günstige Aufnahme beim Publikum. Hunt dachte daran auszuwandern. Ruskins Lob dreier Werke in den folgenden Jahren, Der Mietling (1852), Das Licht der Welt (1851/56) und Erwachendes Gewissen (1853), ließen ihn von derartigen Plänen wieder Abstand nehmen.
Im Januar 1854 trat er eine Reise ins Heilige Land an; 1856 kehrte er nach London zurück. Mit dem Gemälde Die Auffindung Jesu im Tempel, das er 1860 verkaufte, sicherte Hunt seine Finanzen und seinen Ruf als Künstler. 1865 heiratete er Fanny Waugh, die ein knappes Jahr später in Florenz bei der Geburt des Sohnes Cyril starb. Hunt heiratete 1875 ein weiteres Mal, und zwar Fannys Schwester Edith. Zwischen 1869 und 1878 unternahm er noch mehrere Reisen nach Griechenland, Italien und Ägypten und wiederum nach Palästina, das er im Jahr 1892 zum vierten Mal besuchte.
Ab 1874 stellte er nicht mehr in der Royal Academy of Arts aus, sondern in der Grosvenor Gallery und New Galleries. 1882 zog er nach Fulham, wo er insgesamt 32 Gemälde fertigstellte, die 1886 in der Fine Art Society gezeigt wurden. Zwischen 1886 und 1905 entstand das Gemälde Die Dame von Shalott, das von der bekannten Ballade gleichen Titels von Alfred Tennyson inspiriert war. Seine Werke waren auch am Royal Glasgow Institute of the Fine Arts zu sehen.
Hunt schrieb eine Autobiografie mit dem Titel Pre-Raphaelitism and the Pre-Raphaelite Brotherhood, die 1905 erschien. In den Jahren 1906 und 1907 fanden in London, Manchester, Liverpool und Glasgow Retrospektivausstellungen seiner Werke statt. Hunt starb 1910 und wurde in der St Paul’s Cathedral in London beigesetzt.

## Wichtige Werke
- 'The Eve of St Agnes' St. Agnesabend, 1848; London, Guildhall Art Gallery, Corporation of London
- Rienzis Schwur, 1848/1849; Privatbesitz
- A converted British Family sheltering a Christian Missionary from the Persecution of the Druids Eine bekehrte Britenfamilie verbirgt einen christlichen Missionar, 1849/1850; Oxford, Visitors of the Ashmolean Museum
- The Hireling Shepherd 1851 Der Mietling, 1851/1852; Manchester Art Gallery
- Das Licht der Welt, 1851–1853; Oxford, Warden and Fellows of Keble College
- 'The Scapegoat' - Inscribed on the frame: 'Surely he hath borne our Griefs, and carried our Sorrows/Yet we did esteem him stricken, smitten of GOD, and afflicted.' (Isaiah LIII, 4) „Der Sündenbock“, 1854/1855 (Memento vom 15. November 2009 im Internet Archive)
- 'The Finding of the Saviour in the Temple' Die Auffindung Jesu im Tempel, 1854–1860; Birmingham Museums and Art Gallery
- Isabella and the Pot of Basil by William Holman Hunt. The Laing Art Gallery, Newcastle-upon-Tyne
- The Lady of Shalott
- William Holman Hunt in der Tate Gallery

## Veröffentlichungen
- William Holman-Hunt: Pre-Raphaelitism and the pre-Raphaelite brotherhood. Volume I. Publisher: The Macmillan Company, New York, Juni 1905
- William Holman-Hunt: Pre-Raphaelitism and the Pre-Raphaelite brotherhood. Volume II, revised edition. Publisher: E. P. Dutton and Company, New York 1914
- The Romanes Lectures 1895. The obligations of the universities towards art. By William Holman-Hunt. Delivered in the Sheldonian Theater, 30. Mai 1895
- William Holman Hunt: Two Subjects for ‘The Germ’ published 1850